# Dimitri Rataud
 (octobre 2023).
- Si vous ne connaissez pas le sujet, laissez ce bandeau (vous pouvez alors contacter les auteurs).
- Si vous supprimez le contenu mis en cause (vous pouvez préalablement contacter les auteurs),

argumentez précisément cette suppression dans la page de discussion
(un manque de référence n'est pas un argument ; une recherche réelle de référence doit avoir été effectuée, être formellement documentée).
Pour les articles homonymes, voir Rataud.
Dimitri Rataud est un acteur et auteur français, né le 2 juillet 1972 aux Sables-d'Olonne.

## Biographie
Il est reçu au Conservatoire National Supérieur d'Art Dramatique (CNSAD) en 1998.
Dès l’année suivante, il sera engagé pour jouer au festival In à Avignon avec Anouk Grinberg, sous la direction de Jacques Lassalle. Il travaillera ensuite avec les grands metteurs en scène, Brigitte Jaques, Jacques Weber, Marcel Bozonnet, Christian Schiaretti entre autres.
Au cinéma il tourne dans les films de Bertrand Blier, Agnès Jaoui, Lucas Belvaux, Pascal Bonitzer, Jérôme Salle…
Il est nommé comme Espoir aux Césars.
Il tourne aussi pour Canal+ 5 séries dont Braquo, Engrenages ou le Tunnel et beaucoup d'autres à la télévision.
Il a doublé à plusieurs reprises Jude Law et Ewan McGregor.
Il est professeur au Cours Florent et à Sciences Po Paris.
Il est auteur de plusieurs livres de Haïkus publiés chez Pippa Edition.
Il crée le concept de « Haïku Marinière » dont plusieurs galeries d’art lui consacrent régulièrement des expositions à l'étranger et à Paris.

### Divers
- Depuis 2015 : Professeur d'art dramatique et sémiologie à Sciences Po Paris
- Depuis 2007 : Professeur principal d'art dramatique aux Cours Florent
- Depuis 2014 : Cofondateur et directeur du festival de cinéma à La Baule-Escoublac "Ciné Plage"
- 2012 à 2015 : Nommé Secrétaire général des acteurs et anciens acteurs du Conservatoire national supérieur d'art dramatique de Paris
- 1998 à 1999 : Animateur de l'émission théâtrale hebdomadaire "Boite 5 Bobine 3" sur AligreFM

## Filmographie

### Cinéma
- 1998 : Rien sur Robert de Pascal Bonitzer
- 1999 : La Chambre obscure de Marie-Christine Questerber
- 2002 : Maléfique d'Éric Valette
- 2003 : Comme une image d'Agnès Jaoui
- 2004 : Anthony Zimmer de Jérôme Salle
- 2005 : Combien tu m'aimes de Bertrand Blier
- 2006 : Très bien merci d'Emmanuelle Cuau
- 2009 : J'ai oublié de te dire de Laurent Vinas-Raymond
- 2010 : La Proie d'Éric Valette
- 2012 : 38 Témoins de Lucas Belvaux
- 2012 : Hénaut Président de Michel Muller
- 2015 : L'Échappée belle d'Émillie Cherpitel

### Télévision
- 1998 : Le Comte de Monte-Cristo de Josée Dayan : Danglars jeune
- 2000 : Lyon police spéciale de Bertrand Arthuys
- 2005 : Le Prix d'un homme de Denys Granier-Deferre
- 2006 : L'Embrasement de Phillippe Triboit
- 2006 : Sauveur Giordano de Bertrand van Effenterre
- 2006 : Joséphine, ange gardien de Laurent Levy
- 2007 : Hénaut Président de Michel Muller (100 épisodes)
- 2008 : La Main blanche de Dennis Berry
- 2008 : Les Vacances de Clémence de Michel Andrieu
- 2008 : Mitterrand à Vichy de Serge Moati
- 2009 : Le Commissariat de Michel Andrieu
- 2009 : Commissaire Magellan de Laurent Levy
- 2010 : Le Pain du diable de Bertrand Arthuys
- 2010 : Section de recherches d'Olivier Barma
- 2011 : Boulevard du palais de Marc Angelo
- 2011 : Un film sans de Ronan Sinquin et Michel Muller
- 2011 : WorkinGirls de Sylvain Fusée (saison 1)
- 2011 : Braquo de Philippe Haïm et Éric Valette (saison 2)
- 2011 : RIS de Claire de la Rochefoucauld
- 2012 : Engrenages de Manuel Boursinhac
- 2012 : Le juge est une femme de Laurent Levy
- 2012 : WorkinGirls de Sylvain Fusée (saison 2)
- 2013 : Le Bal des secrets de Christophe Barbier
- 2013 : Tunnel de Hettie Macdonald
- 2014 : Famille d'accueil de Stéphane Kaminka
- 2016 : Loin de chez nous de Fred Scotland
- 2016 : Profilage de Chris Briant
- 2016 : Le Bureau des légendes de Mathieu Demy
- 2024 : Cette nuit-là de Myriam Vinocour
- 2024 : Des vivants de Jean-Xavier de Lestrade

## Théâtre

### Comédien
- 1993 : Katherine Barker de Jean Audureau, mise en scène Jean-Louis Thamin, Festival de Théâtre de Blaye
- 1997 : La Cuisine d'Arnold Wesker, mise en scène Victor Gaultier, Théâtre du Soleil
- 1997 : Catherine Barker de Jean Audureau, mise en scène Jean-Louis Thamin CDN Bordeaux
- 1998 : Le Passage de Véronique Olmi, mise en scène Brigitte Jaques-Wajeman, Théâtre Vidy-Lausanne, Théâtre de la Ville
- 1998 : Chaos debout de Véronique Olmi, mise en scène Jacques Lassalle, Festival d'Avignon, Théâtre des Abbesses
- 1999 : Antigone de Sophocle, mise en scène Marcel Bozonnet, Maison de la Culture de Bourges, Théâtre de la Bastille,
- 1999 : Pour un oui ou pour un non de Nathalie Sarraute, mise en scène Jacques Lassalle, Théâtre Vidy-Lausanne, Théâtre national de la Colline
- 1999 : L'Énéide de Virgile (L'intégral), mise en scène Brigitte Jaques-Wajeman, Louvre
- 2000 : Commentaire d'amour de Jean-Marie Besset, Théâtre Tristan Bernard
- 2001 : 100 phrases pour éventail de Paul Claudel, mise en scène Dimitri Rataud, Théâtre Molière, Maison de la Poésie
- 2001 : Cyrano de Bergerac d'Edmond Rostand, mise en scène Jacques Weber, Théâtre de Nice, Comédie de Saint-Etienne, MC93 Bobigny
- 2003 : Le Garçon girafe de Christophe Pellet, mise en scène Jean-Louis Thamin, Théâtre national de Bordeaux en Aquitaine
- 2005 : Les Fausses Confidences de Marivaux, mise en scène Jean-Louis Thamin, Théâtre Silvia Monfort
- 2006 : Coriolan de William Shakespeare, mise en scène Christian Schiaretti, TNP Villeurbanne
- 2008 : Par-dessus bord de Michel Vinaver, mise en scène Christian Schiaretti, TNP Villeurbanne, Théâtre national de la Colline
- 2008 : Coriolan de William Shakespeare, mise en scène Christian Schiaretti, Théâtre Nanterre-Amandiers
- 2010 : Le Donneur de bain de Dorine Hollier, mise en scène Dan Jemmett, Théâtre Marigny
- 2011 : Récital "Charmes" de Paul Valéry
- 2013 : 3 lits pour 8 d'Alan Ayckbourn mise en scène Jean-Luc Moreau, Théâtre Saint-Georges
- 2017 : Abigail's Party de Mike Leigh, mise en scène de Thierry Harcourt au Théâtre de Poche Montparnasse
- 2019 : L'Amour comme un Haïku, mise en scène Dimitri Rataud, Théâtre Paris-Villette

### Metteur en scène
- 2001 : 100 phrases pour éventail de Paul Claudel, Maison de la Poésie
- 2002 : La Chanson d'Irène de Jean-François Legareck, Théâtre national de La Roche-sur-Yon
- 2002 : 11 septembre 2001 de Michel Vinaver, avec Rachida Brakni, Festival de Nava
- 2006 : Création du spectacle du Cirque Chapazard
- 2009 : La Voix humaine de Jean Cocteau, Ciné 13 Théâtre
- 2013 : Marie flirte avec Brassens, Théâtre du Gymnase Marie-Bell, Paris
- 2019 : L'Amour comme un Haïku, de Dimitri Rataud au Théâtre Paris-Villette
- 2019-2020 : L'ombre d'Alma Brami au Festival d'Avignon, Théâtre du Gymnase Marie-Bell, Paris
- 2024 : Ostinato de Marc Villemain au Théâtre de la Huchette

## Doublage

### Cinéma

#### Films
- Jude Law dans :
  - La Sagesse des crocodiles (2000) : Steven Grlscz
  - Le Talentueux Mr Ripley (2001) : Dickie Greenleaf
  - Retour à Cold Mountain (2005) : Inman
  - Aviator (2007) : Errol Flynn
  - 360 (2012) : Michael Daly
- Ewan McGregor dans : 
  - The Ghost Writer (2010) : l'écrivain
  - Piégée (2012) : Kenneth
  - Un traître idéal (2016) : Peregrine « Perry » Makepeace
- Macon Blair dans : 
  - Blue Ruin (2014) : Dwight
  - Green Room (2016) : Gabe
  - I Care a Lot (2020) : Feldstrom
- Ryan Phillippe dans :
  - La Carte du cœur (1999) : Keenan
  - Antitrust (2000) : Milo Hoffman
- 1969[1] : Au service secret de Sa Majesté : Shaun Campbell (Bernard Horsfall)
- 2002 : Big Fish : Will Bloom (Billy Crudup)
- 2002 : Le Pianiste : Roman Polanski
- 2003 : Dogville : Tom Edison (Paul Bettany)
- 2003 : Le Sourire de Mona Lisa :
- 2004 : Joyeux Noël : Nikolaus Sprink (Benno Furmann)
- 2005 : Man to Man : Jamie Dodd (Joseph Fiennes)
- 2006 : Conversation(s) avec une femme : l'homme (Aaron Eckhart)
- 2006 : Inland Empire : Jack Rabbit (Scott Coffey)
- 2007 : Erik Nietzsche, mes années de jeunesse : Troels Højbjerg (Jens Albinus)
- 2008 : Miracle à Santa Anna : Rodolfo (Sergio Albelli)
- 2009 : Good Morning England : Simon « le simple » Swafford (Chris O'Dowd)
- 2009 : Harvey Milk : Jim Rivaldo (Brandon Boyce)
- 2009 : Toy Boy : Nikki (Ashton Kutcher)
- 2011 : Route Irish : ?
- 2011 : Senna : lui-même (Alain Prost)
- 2011 : Oh My God ! : Mortimer Granville (Hugh Dancy)
- 2011 : Les Trois Mousquetaires : Aramis (Luke Evans)
- 2012 : The Deep Blue Sea : Freddie Page (Tom Hiddleston)
- 2013 : Mystery : Qiáo Yǒngzhào (Qin Hao)
- 2013 : Tel père, tel fils : Ryota Nonomiya (Masaharu Fukuyama)
- 2013 : Les Enquêtes du département V : Miséricorde : ? (?)
- 2014 : D'une vie à l'autre : Sven Solbach (Ken Duken)
- 2015 : Youth : le scénariste intellectuel (Alex Beckett)
- 2017 : HHhH : Adolf Opálka (Enzo Cilenti)
- 2017 : Kedi (documentaire)
- 2018 :  American Nightmare 4 : Les Origines : ?
- 2018 : The Front Runner : Pete Murphy (Bill Burr)
- 2020 : L'Homme qui a vendu sa peau : Jeffrey Godefroi (Koen De Bouw)
- 2021 : My Son : Fergus (Owen Whitelaw)

#### Films d'animation
- 2009 : Planète 51 : Lem[2]
- 2023 : Le Garçon et le Héron : Shoichi

### Télévision

#### Téléfilms
- 2016 : Les 12 cadeaux de Noël : Mitch O'Grady (Robin Dunne)
- 2018 : La Vengeance de ma sœur jumelle : Dane (Jason Cermak)
- 2021 : Recherche fiancé pour Noël : James Smith (Adam Hurtig)

#### Séries télévisées
- 2006-2008 : Robin des Bois : ? (?) (saisons 1 et 2)
- 2007 : Deadline, chaque seconde compte : ? (?)
- 2010 : Miami Medical : Dr Chris Deleo (Mike Vogel)
- 2010-2011 : Chase : Luke Watson (Jesse Metcalfe) (18 épisodes)
- 2011-2012 : 2 Broke Girls : Johnny (Nick Zano) (9 épisodes)
- 2014 : Les Experts : Clikk (Kick Gurry) (saison 14, épisode 21)
- 2014 : The Missing : Khalid Ziane (Saïd Taghmaoui) (saison 1)
- 2014 : Gracepoint : Lars Pierson (Brendan Fletcher) (mini-série)
- 2014 : Stalker : ? (?)
- 2014-2020 : L'Héritage empoisonné : Mikael Rosén (Tobias Zilliacus) (22 épisodes)
- 2015 : Dans l'ombre des Tudors : Henry Norris (Luke Roberts) (mini-série)
- 2015 : Le Mystère Enfield : Guy Lyon Playfair (Matthew Macfadyen) (mini-série)
- 2015-2017 : Occupied : Stefan Christensen (Sondre Larsen) (9 épisodes)
- 2017 : Liar : ? (?)
- 2018 : Collateral : Sam Spence (John Heffernan) (mini-série)
- 2019 : The Politician : ? (?)
- 2019 : Watchmen : Nelson / Capitaine Metropolis (Jack McDorman)
- 2019 : Swamp Thing : Phantom Stranger (Macon Blair)
- 2019-2021 : Animal Kingdom : Jake (Jon Beavers) (24 épisodes)
- 2020 : All Rise : ? (?)
- 2021 : Hawkeye : Derek Bishop (Brian d'Arcy James) (mini-série)
- 2025 : Zero Day : Robert Lyndon (Clark Gregg) (mini-série)

## Publications
- Si proche infini Édité chez Alna Éditeur
- L'Amour comme un Haïku Édité chez Pippa édition
- Petite fille (Haïkus) Édité chez Pippa édition

## Distinctions
- 2012 : Braquo saison 2, remporte l'Emmy Awards de la meilleure série internationale aux 40e International Emmy Awards
- Molières 1999 : Molière du Meilleur auteur Nathalie Sarraute pour "Pour un oui ou pour un non"
- Molières 2009 : Molière de Meilleur spectacle Coriolan
- Molières 2009 : Nomination Meilleur spectacle Par-dessus bord
- Césars 2002 : Nomination Espoir pour Maléfique
- « Prix spécial du jury » au Festival international du film fantastique de Gérardmer pour Maléfique